# Staufen, Aargau
Staufen (schweizertyska: Staufe) är en ort och kommun i distriktet Lenzburg i kantonen Aargau, Schweiz. Kommunen har 4 306 invånare (2023). Orten är sammanvuxen med Lenzburg.